# Vườn quốc gia Tunnel Creek
Vườn quốc gia Tunnel Creek là một vườn quốc gia thuộc vùng Kimberley của Tây Úc, cách Perth Perth 1,845 km (1.146 dặm) về phía đông bắc và cách Broome 390 km (240 dặm). Hang động tự nhiên xuyên qua Tunnel Creek là điểm thu hút chính của công viên.
Nhiều bức tranh đá và thổ nhưỡng thổ dân hiện diện trong hang động trang trí các bức tường. Hang động là nơi ẩn náu của chiến binh thổ dân, Jandamarra, người đã bị giết bên ngoài lối vào của hang vào năm 1897.

## Địa lý
Công viên nằm trong dãy Napier và có diện tích 91 ha (220 mẫu Anh). Dãy núi bao gồm đá vôi và là phần còn lại của một hệ thống rạn san hô Devonian được hình thành khoảng 350 triệu năm trước.
Thành phần đường hầm của Tunnel Creek có chiều dài khoảng 750 m (2.460 ft) chạy dưới lòng đất và là một trong những hệ thống hang động cổ nhất ở Tây Úc. Rạn san hô đầu tiên được phơi ra khoảng 250 triệu năm trước và hệ thống hang động đầu tiên bắt đầu hình thành, hệ thống hang động hiện nay đã được tạo ra khoảng 20 triệu năm trước.
Hang động đạt đến độ cao tối đa 12 m và có chiều rộng tối đa 15 m}. Rách đã từng được biết đến như là "hang động của những con dơi" với ít nhất năm loài [bat] ở trong hang động. Có những hồ nước lớn trên sàn hang động trong đó [cá sấu nước ngọt] đã được tìm thấy. Các hồ bơi chỉ ra rằng water table chỉ nằm ngay dưới bề mặt sàn hiện tại và nước chỉ chảy qua khu vực sau khi mưa lớn.